# Karakteristik (ringteori)
I ringteori är karakteristiken för en kropp det minsta positiva antal ettor man behöver addera för att summan skall bli noll, om det finns ett sådant antal. I annat fall är kroppens karakteristik noll. Om till exempel
1K+1K+1K = 0K,
där 1K och 0K är de neutrala elementen för multiplikation respektive addition i kroppen K, är karakteristiken 3 för K. Detta skrivs ofta char(K) = 3. Däremot är exempelvis char(R) = 0, därför att det inte går att få summan 0, hur många termer man än adderar, om varje term är det reella talet 1.
K säges ha positiv karakteristik om char(K) > 0. I så fall är char(K) ett primtal. Man kan också mer allmänt definiera karakteristiken för en allmän unitär ring; se avsnittet Generalisering; men då kan även positiva icke-primtalskarakteristiker förekomma.

## Exempel
De vanliga talområden som är kroppar har karakteristik noll: char(Q) = char(R) = char(C) = 0. Detsamma gäller många andra "vanliga kroppar", till exempel de klassiska algebraiska talkropparna. Varje ordnad kropp måste ha karakteristik noll, därför att om K är ordnad är 0K < 1K < 1K+1K < 1K+1K+< 1K < ..., så att ingen summa av termer 1K kan bli 0K. Kroppar av karakteristik noll behandlas ibland som "normalfallet". Det förekommer bland annat inom algebraisk geometri att man antar att alla inblandade kroppar har karakteristik noll, även utan att detta antagande skrivs ut.
Å andra sidan har alla Galoiskroppar positiv karakteristik. Kroppen GF(pr) har karakteristik p, där p är ett primtal och pr är kroppens ordning, det vill säga antalet element i kroppen.
Potensmängden P(M) till en godtycklig mängd M kan ses som ett vektorrum över Z/(2), primkroppen av karakteristik 2, genom att man inför addition P(M) som den symmetriska differensen: Om A och B är delmängder av M, så definierar man deras summa genom:
A+B = (A ∪ B) \ (A ∩ B).
Nollelementet är den tomma mängden, och mycket riktigt blir alltid summan av ett P(M)-element med sig självt "noll":
A+A = (A ∪ A) \ (A ∩ A) = A \ A = ∅.

## Några egenskaper
- Om a är ett godtyckligt element i en kropp K med positiv karakteristik, är char(K)a = 0K för alla a∈K, där som vanligt na = n•a tolkas som a+a+...+a (n termer) för varje positivt heltal n. Är dessutom V ett vektorrum över K och v ett element i V, är också char(K)v = 0V.

- Isomorfa kroppar har samma karakteristik.

- Om kroppen F är en utvigdningskropp till kroppen K, är char(F) = char(K). Litet allmännare gäller, att om det finns en kroppshomomorfi mellan två kroppar, så har de samma karakteristik. I det fallet är nämlifgen den andra kroppen (så när som på isomorfi) en utvidgningskropp till den första.

- Primkroppen för kroppen K bestäms (så när som på isomorfi) precis av char(K). Har K karakteristik noll, är primkroppen Q; men om K har positiv karakteristik, är primkroppen Galoiskroppen GF(char K). Många homologiska egenskaper som bevaras vid kroppsutvidgningar beror därför bara på kroppens karakteristik.

## Generalisering
Man kan på likartat sätt definiera karakteristiken för vilken som helst unitär ring A. Karakteristiken char(A) blir då ett positivt heltal eller noll, och det har vissa av egenskaperna som kroppskarakteristiker har. Således gäller att char(A)a = 0 för varje a∈A.  Däremot är det inte säkert att char(A) är ett primtal, utom om A dessutom är nolldelarfri.
Man kan också definiera karakteristiken på ett litet abstraktare sätt, och får då på köpet en förklaring till att man sätter karakteristiker till 0 och inte till oändligheten, när den additiva cykliska gruppen genererad av 1A har oändlig ordning. Ringen Z av heltal är ett så kallat initialobjekt i kategorin av unitära ringar. Med andra ord finns det för en godtycklig unitär ring A en och endast en ringhomomorfi f : Z→A, som också överför talet 1 i det neutrala elementet 1A. Eftersom f är en homomorfi, måste nämligen f uppfylla att
f(2) = f(1+1) = f(1)+f(1) = 1A+1A, f(3) = f(1+1+1) = 1A+1A+1A, och så vidare;
och på liknande sätt måste
f(-1) = -f(1) = -1A+1A, f(-2) = -f(2) = -(1A+1A), och så vidare.
Det kan därför inte finnas mer än en sådan homomorfi. Likheterna ovan kan också ses som föreskrifter, som verkligen definierar en homomorfi.
Nollrummet till f måste vara ett ideal i Z, och Z är en principalidealdomän. Därför finns det precis ett naturligt tal n, sådant att det genererar idealet ker f. Detta tal n är precis karakteristiken för ringen A.

### Exempel
- För varje naturligt tal n är char(Z/(n)) = n, där (n) är idealet genererat av n, och Z/(n) är restklassringen modulo n.

- En boolesk algebra kan tolkas om som en ring av karakteristik 2, genom att man använder XOR i stället för OR som addition.

### Ekvikarakteristiska lokala ringar
En (kommutativ noethersk) lokal ring R med maximalidealet m säges vara ekvikarakteristisk, om char(R/m) = char(R). De lokala ringar R som kan uppfattas som algebror över sina kvotkroppar R/m är ekvikarakteristiska. En svagare omvändning gäller också. Se vidare lokal ring!